# Serie C 1951-1952 (pallacanestro maschile)
Il campionato di Serie C di pallacanestro maschile 1951-1952 è stato organizzato in Italia. Le squadre vengono suddivise in 16 gironi a carattere regionale, per questa stagione le vincenti di ogni girone vengono automaticamente promosse in Serie B, in previsione dell'allargamento della stessa a 32 squadre. Le sedici squadre vincitrici vengono poi raggruppate in quattro gironi, le vincenti parteciperanno ad un concentramento finale che decreterà la squadra campione d'Italia di Serie C

## Stagione regolare

### Girone A
Squadre partecipanti: CUS Milano; Asso Casale; Pietro Micca Biella; Libertas Biella; Michelin Biella; Libertas Vercelli; Pallacanestro Burgo.
Vince il girone e viene promosso in Serie B: Cus Milano

### Girone B
Squadre partecipanti: CRAL Corriere della Sera Milano; Benaglia Pavia; Mortara; Saves; Casale; Doppieri Novara, Voghera; CUS Genova.
Vince il girone e viene promosso in Serie B: CRAL Corriere della Sera Milano

### Girone C
Squadre partecipanti: Cestistica Savonese; Sampierdarena; Shell; CSI Imperia, SanMargherita, Tommaseo, Maurina.
Vince il girone e viene promosso in Serie B: Cestistica Savonese

### Girone D
Squadre partecipanti: Canottieri Milano; Amatori Bergamo; Latterie Reggiane; Milenka Cantù; CUS Modena, Coma, Onda Pavia; Piacenza.
Vince il girone e viene promosso in Serie B: Canottieri Milano

### Girone E
Squadre partecipanti: CRAL Junghans Venezia; Lancia Bolzano; Gasacqua Bolzano; Rovigo; Petrarca Padova; Viscosa Padova; Mantova, DL Ferrov. Mantova.
Vince il girone e viene promosso in Serie B: Junghans Venezia

### Girone F
Squadre partecipanti: Pallacanestro Bassano; Straccis Gorizia, Cral Meneghel Pordenone, Udine, CRDA Monfalcone, Astoria, Treviso.
Vince il girone e viene promosso in Serie B: Pallacanestro Bassano

### Girone G
Squadre partecipanti: U.S. Muggesana; Giovinezza Dalmazia Trieste, DL Ferrovieri Trieste, Acegat Trieste, Audace Trieste, CRDA Trieste, MIR Gorizia, Solvay Monferrato.
Vince il girone e viene promosso in Serie B: U.S. Muggesana

### Girone H
Squadre partecipanti: Virtus Imola; Libertas Forlì; Renato Serra Cesena; Virtus Bologna; Libertas Ancona; ASSI Massalombarda; Libertas Rimini; Olimpia Ravenna.
Vince il girone e viene promosso in Serie B: Virtus Imola

### Girone I
Squadre partecipanti: G.S. Europa Nuova; Libertas Pistoia; V. Carrara; Libertas Viareggio; Libertas Pisa; Piombino, San Vincenzo, Viareggio B.
Vince il girone e viene promosso in Serie B: G.S. Europa Nuova Livorno

### Girone L
Squadre partecipanti: CUS Firenze;Mens Sana Siena, Curiel Pistoia, Virtus Lucca, Affricco Firenze, Castelfiorentino, Ed. Montecatini, Fid.M. Varchi.
Vince il girone e viene promosso in Serie B: CUS Firenze

### Girone M
Squadre partecipanti: CUS Perugia, Lav. Terni, Robur Spoleto, Orvietana, CSI Foligno, Stamura Ancona B;
Vigor Senigallia, Jesina.
Vince il girone e viene promosso in Serie B: CUS Perugia

### Girone N
Squadre partecipanti: D'Alessandro Teramo, Sangiorgese, Cestistica Rosetana, Fiamma Chieti, Libertas Teramo, Portocivitanova, Edera Macerata, Aquila.
Vince il girone e viene promosso in Serie B: D'Alessandro Teramo

### Girone O
Squadre partecipanti: Cestistica Civitavecchia; PP.TT Roma; Latina, III ZAT Roma; Fortitudo Roma; Formia, Stella Azzurra Roma, Ex Massimo Roma
Vince il girone e viene promosso in Serie B: Cestistica Civitavecchia

### Girone P
Squadre partecipanti: S.M.E. Napoli; Marcacci Napoli; Scandone Avellino; CUS Napoli; Pallacanestro Salerno; Libertas Caserta; Portici, Juventus Napoli.
Vince il girone e viene promosso in Serie B: S.M.E. Napoli

### Girone Q
Squadre partecipanti: CUS Bari, Libertas Taranto, Aterno Pescara, Libertas Bari, Polisportiva Trani, Juventus Caserta
Vince il girone e viene promosso in Serie B: CUS Bari

### Girone R (3 sottogironi)
Squadre partecipanti: Esperia Cagliari; Aquila Cagliari; Pibigas Quartu; Indomita Cosenza, Scalfaro Catanzaro, Libertas Matera; Cestistica Messina, Cestistica Palermitana, Vibonese
Vince il girone e viene promosso in Serie B: Esperia Cagliari

## Concentramenti di semifinale

### Concentramento 1

#### Risultati
| Venezia 19 aprile 1952 | U.S. Muggianese | 64 – 51 | Pall. Bassano |  |

| Venezia 19 aprile 1952 | CUS Milano | 63 – 54 | Canottieri Milano |  |

| Venezia 20 aprile 1952 | CUS Milano | 63 – 48 | Pall. Bassano |  |

| Venezia 20 aprile 1952 | U.S. Muggianese | 60 – 52 | Canottieri Milano |  |

| Venezia 20 aprile 1952 | CUS Milano | 72 – 63 | U.S. Muggianese |  |

| Venezia 20 aprile 1952 | Canottieri Milano | 56 – 45 | Pall. Bassano |  |

#### Classifica
|  |    | Classifica finale 1951-1952 | Pt | G | V | N | P | PtF | PtS |
|  | -- | --------------------------- | -- | - | - | - | - | --- | --- |
|  | 1. | CUS Milano                  | 6  | 3 | 3 | 0 | 0 | 198 | 165 |
|  | 2. | U.S. Muggianese             | 4  | 3 | 2 | 0 | 1 | 187 | 175 |
|  | 3. | Canottieri Milano           | 2  | 3 | 1 | 0 | 2 | 162 | 168 |
|  | 4. | Pallacanestro Bassano       | 0  | 3 | 0 | 0 | 3 | 144 | 183 |

### Concentramento 2

#### Risultati
| Reggio Emilia 19 aprile 1952 | Cral Corsera Milano | 55 – 34 | Cestistica Savonese |  |

| Reggio Emilia 19 aprile 1952 | Junghans Venezia | 54 – 40 | Europa Nuova Livorno |  |

| Reggio Emilia 20 aprile 1952 | Junghans Venezia | 53 – 37 | Cestistica Savonese |  |

| Reggio Emilia 20 aprile 1952 | Cral Corsera Milano | 49 – 37 | Europa Nuova Livorno |  |

| Reggio Emilia 20 aprile 1952 | Cral Corsera Milano | 54 – 43 | Junghans Venezia |  |

| Reggio Emilia 20 aprile 1952 | Europa Nuova Livorno | 39 – 37 | Cestistica Savonese |  |

#### Classifica
|  |    | Classifica finale 1951-1952 | Pt | G | V | N | P | PtF | PtS |
|  | -- | --------------------------- | -- | - | - | - | - | --- | --- |
|  | 1. | Cral Corsera Milano         | 6  | 3 | 3 | 0 | 0 | 158 | 114 |
|  | 2. | Junghans Venezia            | 4  | 3 | 2 | 0 | 1 | 150 | 131 |
|  | 3. | Energia Nuova Livorno       | 2  | 3 | 1 | 0 | 2 | 116 | 136 |
|  | 4. | Cestistica Savonese         | 0  | 3 | 0 | 0 | 3 | 108 | 147 |

### Concentramento 3

#### Risultati
| Roma 19 aprile 1952 | D'Alessandro Teramo | 45 – 40 | CUS Firenze |  |

| Roma 20 aprile 1952 | Cestistica Civitavecchia | 57 – 52 | D'Alessandro Teramo |  |

| Roma 20 aprile 1952 | Cestistica Civitavecchia | 45 – 39 | CUS Firenze |  |

#### Classifica
|  |    | Classifica finale 1951-1952 | Pt | G | V | N | P | PtF | PtS |
|  | -- | --------------------------- | -- | - | - | - | - | --- | --- |
|  | 1. | Cestistica Civitavecchia    | 4  | 2 | 2 | 0 | 0 | 102 | 91  |
|  | 2. | D'Alessandro Teramo         | 2  | 2 | 1 | 0 | 1 | 97  | 97  |
|  | 3. | CUS Firenze                 | 0  | 2 | 0 | 0 | 2 | 79  | 90  |

- l'Esperia Cagliari rinuncia a partecipare

### Concentramento 4

#### Risultati
| Teramo 19 aprile 1952 | CUS Bari | 46 – 38 | CUS Perugia |  |

| Teramo 19 aprile 1952 | Virtus Imola | 50 – 24 | SME Napoli |  |

| Teramo 20 aprile 1952 | CUS Perugia | 37 – 35 | SME Napoli |  |

| Teramo 20 aprile 1952 | Virtus Imola | 52 – 33 | CUS Bari |  |

| Teramo 20 aprile 1952 | Virtus Imola | 57 – 26 | CUS Perugia |  |

| Teramo 20 aprile 1952 | CUS Bari | 40 – 30 | SME Napoli |  |

#### Classifica
|  |    | Classifica finale 1951-1952 | Pt | G | V | N | P | PtF | PtS |
|  | -- | --------------------------- | -- | - | - | - | - | --- | --- |
|  | 1. | Virtus Imola                | 6  | 3 | 3 | 0 | 0 | 159 | 83  |
|  | 2. | CUS Bari                    | 4  | 3 | 2 | 0 | 1 | 119 | 120 |
|  | 3. | CUS Perugia                 | 2  | 3 | 1 | 0 | 2 | 101 | 138 |
|  | 4. | SME Napoli                  | 0  | 3 | 0 | 0 | 3 | 89  | 127 |

## Concentramento finale Firenze

### Classifica
|  |    | Classifica finale 1951-1952 | Pt | G | V | N | P | PtF | PtS |
|  | -- | --------------------------- | -- | - | - | - | - | --- | --- |
|  | 1. | CUS Milano                  | 4  | 3 | 2 | 0 | 1 | 168 | 135 |
|  | 2. | CRAL Corsera Milano         | 4  | 3 | 2 | 0 | 1 | 145 | 138 |
|  | 3. | Cestistica Civitavecchia    | 2  | 3 | 1 | 0 | 2 | 132 | 136 |
|  | 4. | Virtus Imola                | 2  | 3 | 1 | 0 | 2 | 125 | 161 |

### Risultati
| Firenze 26 aprile 1952 | CUS Milano | 71 – 38 | Virtus Imola |  |

| Firenze 26 aprile 1952 | Cestistica Civitavecchia | 48 – 42 | CRAL Corsera Milano |  |

| Firenze 27 aprile 1952 | Virtus Imola | 48 – 39 | Cestistica Civitavecchia |  |

| Firenze 27 aprile 1952 | CRAL Corsera Milano | 52 – 51 | CUS Milano |  |

| Firenze 27 aprile 1952 | CUS Milano | 46 – 45 | Cestistica Civitavecchia |  |

| Firenze 27 aprile 1952 | CRAL Corsera Milano | 51 – 39 | Virtus Imola |  |

### Spareggio per il titolo di C
| Milano, campo di via Gallura, ore 17 18 maggio 1952 | CRAL Corsera Milano | ? – ? | CUS Milano |  |

## Verdetti
Squadre promosse in B: US Muggesana, Pall. Bassano, CUS Milano, Canottieri Milano, CRAL Corsera Milano, CRAL Junghans Venezia, Cestistica Savonese, GS Europa Nuova Livorno, D'Alessandro Teramo, Cestistica Civitavecchia, Esperia Cagliari, Virtus Imola, CUS Perugia, S.M.E. Napoli, CUS Bari.

## Fonti
Il Corriere dello Sport edizione 1951-52